# 瓦沙罗什米什凯
瓦沙罗什米什凯，是匈牙利沃什州所辖的一个村，总面积13.42平方公里，总人口354，人口密度26.4人/平方公里（2010年1月1日）。